# Amt Hittfeld
Das Amt Hittfeld war ein historisches Verwaltungsgebiet des Königreichs Hannover. Übergeordnete Verwaltungsebene war die Landdrostei Lüneburg.

## Geschichte
Der Amtssprengel bestand aus den Vogteien Hittfeld und Höpen, die 1852 aus dem Amt Harburg herausgelöst und zu einem eigenen Amt zusammengeschlossen wurden. Der Sitz der Amtsverwaltung blieb in Harburg. Schon wenige Jahre später, im Zuge der Verwaltungsreform von 1859, wurde das Amt wieder aufgehoben und mit dem Amt Harburg vereinigt.

## Gemeinden
Dem Amt gehörten folgende Gemeinden an:
| - Beckedorf - Bendestorf - Buchholz - Karoxbostel - Dibbersen - Eckel - Eddelsen - Ehestorf - Eißendorf | - Emmelndorf - Emsen - Fleestedt - Glüsingen - Harmstorf - Heimfeld - Helmstorf - Hittfeld - Iddensen | - Jehrden - Jesteburg - Itzenbüttel - Klecken - Leversen - Lindhorst - Lüllau - Marmstorf - Meckelfeld | - Metzendorf - Nenndorf - Neugraben - Rönneburg - Sinstorf - Sottorf - Tötensen - Vahrendorf - Wilstorf |

- Karte mit allen verlinkten Seiten:
- OSM |
- WikiMap

## Amtmann
- 1853–1859: Carl Georg Heinrich Wilhelm von Weyhe